# 三雲社
三雲社（みくもしゃ）は、日本の出版社。炎症性腸疾患（クローン病と潰瘍性大腸炎）の専門医学情報誌『CCJAPAN』などを出版している。
2000年12月4日に埼玉県さいたま市北区で設立。社員全員が炎症性腸疾患患者で設立された。

## 主な出版誌
CCJAPAN
- クローン病と潰瘍性大腸炎の専門医学情報誌。2001年創刊。

PSJAPAN
- 乾癬患者の情報誌。2014年創刊。